# Jo Sung-hee
 (août 2013).
Si vous disposez d'ouvrages ou d'articles de référence ou si vous connaissez des sites web de qualité traitant du thème abordé ici, merci de compléter l'article en donnant les références utiles à sa vérifiabilité et en les liant à la section « Notes et références ».
Dans ce nom coréen, le nom de famille, Jo, précède le nom personnel.
Jo Sung-Hee (조성희) est un réalisateur, scénariste et monteur sud-coréen, né le 13 février 1979.

## Biographie
En 1997, Jo Sung Hee reçoit son diplôme[réf. nécessaire].
En 2004, il fait ses études à l'université nationale de Séoul pour le design industriel. Après ses études, il a en effet été admis à la Korean Academy of Film Arts[réf. nécessaire] avant de remporter le troisième prix de la Cinéfondation du Festival de Cannes en 2009 grâce à son moyen-métrage Don't Step Out of the House (남매의 집), que l'on trouvera dans le film Nice Shorts (사사건건) réunissant quatre courts-métrages de différents réalisateurs.
Il rejoint également Music Company Seotaeji et Olive Studio pour qu'il travaille sur de nombreux clips et des dessins animés en tant qu'assistant-réalisateur[réf. nécessaire]. En 2008, il réalise une série de dessins animés Barnacle Lou pour la télévision au Olive Studio[réf. nécessaire].
En 2010, il réalise son premier long-métrage Jimseungwei kkeut (짐승의 끝) qui a apporté beaucoup d'attention de la part des festivals à travers le monde et, en 2012, il écrit et réalise Neukdae sonyeon (늑대소년).

## Filmographie

### En tant que réalisateur

#### Longs métrages
- 2010 : Nice Shorts (사사건건), coréalisé avec Hong Sunghoon, Jo Sung-hee, Kim Ye-yeong, Kim Yeong-geun et Lee Jeong-Wook-I
- 2010 : Jimseungwei kkeut (짐승의 끝)
- 2012 : Neukdae sonyeon (늑대소년)
- 2016 : Tamjeong Hong Gil-dong: Sarajin maeul (탐정 홍길동: 사라진 마을)
- 2021 : Space Sweepers (승리호, Seungriho)

#### Moyen métrage
- 2009 : Don't Step Out of the House (남매의 집, Nammae ui jip)

### En tant que scénariste

#### Longs métrages
- 2010 : Jimseungwei kkeut (짐승의 끝)
- 2012 : Neukdae sonyeon (늑대소년)
- 2016 : Tamjeong Hong Gil-dong: Sarajin maeul (탐정 홍길동: 사라진 마을)
- 2021 : Space Sweepers (승리호, Seungriho)

#### Moyen métrage
- 2009 : Don't Step Out of the House (남매의 집, Nammae ui jip))

## Distinctions

### Récompenses
- Festival de Cannes 2009 : Cinéfondation, 3e Prix ex æquo (Don't Step Out of the House)
- Festival international du film de Dubaï 2009 : Prix spécial du jury (Don't Step Out of the House)
- Baek Sang Art Awards 2013 : Meilleur nouveau réalisateur (Neukdae sonyeon)

### Nominations
- Festival international du film de Dubaï :
  - 2009 : Prix du court métrage (Don't Step Out of the House)
  - 2010 : Meilleur film (Jimseungwei kkeut)
- CPH:PIX 2011 : Grand prix du nouveau talent (Jimseungwei kkeut)
- Festival international du film fantastique de Neuchâtel 2011 :
  - Prix H.R. Giger « Narcisse du Meilleur Film » (Jimseungwei kkeut)
  - Prix TSR du Public (Jimseungwei kkeut)
  - Méliès d'argent du meilleur long métrage européen (Jimseungwei kkeut)
  - Mention spéciale du Jury International (Jimseungwei kkeut)
  - Prix de la jeunesse (Jimseungwei kkeut)
- Festival franco-coréen du film 2011 : Sélection Paysage (Jimseungwei kkeut)
- Baek Sang Art Awards 2013 :
  - Meilleur film (Neukdae sonyeon)
  - Meilleur scénario (Neukdae sonyeon)